# شهرک زعفرانیه
شهرک زعفرانیه تبریز یکی از شهرک‌های جنوب شرق تبریز است که از سمت شمال به دانشگاه تبریز و بلوار ۲۹ بهمن، از سمت غرب به کوی فرهنگیان و ساری‌زمین و از سمت شرق به ایل‌گلی و رجایی شهر و از جنوب به کوی میرداماد و اتوبان شهید کسایی محدود است. مدیریت شهری این منطقه زیر نظر شهرداری منطقه دو تبریز می‌باشد.
شهرسازی در این شهرک در اواخر دوران پهلوی آغاز و در سال‌های پس از انقلاب ادامه یافته است. از خصوصیات بارز این شهرک، بنا شدن آن بر روی نواحی ناهموار هست که باعث شده خیابانها و کوچه‌های زیادی به صورت سربالایی و سرازیری ساخته شوند. عمده قطعات این شهرک در ابتدای انقلاب جهت ساخت مسکن به کارمندان و کارگران ادارات و کارخانجات دولتی از جمله، آب و برق، تراکتور سازی و ماشین‌سازی تبریز، جهاد سازندگی، مخابرات و … واگذار شده است.
نکته کانونی این محله، چهارراه مسجد، تقاطع خیابان ۳۵ متری شرقی و خیابان ۲۴ متری اول می‌باشد که به دلیل قرار گرفتن مسجد خاتم‌الانبیاء در ضلع شمال شرقی آن به این نام «چهارراه مسجد» نامیده می‌شود. درمانگاهی متعلق به سازمان تأمین اجتماعی در ناحیه غرب چهار راه مسجد قرار دارد. از تأسیسات مهم زعفرانیه، از برج آنتن مخابرات بر بالاترین نقطه این شهرک، غرب میدان دانش، می‌توان نام برد. دبیرستان‌های شهید مدنی و فرزانگان (وابسته به سازمان ملی پرورش استعدادهای درخشان) در منتهای شمالی این شهرک قرار دارند. پارک بزرگ زعفرانیه مابین درمانگاه و مسجد قرار دارد. فروشگاه‌های کومه و مرکز خرید نیز در سمت دیگر پارک قرار دارد. بیمارستان ولیعصر در منتهای شمالی این شهرک و در کنار دبیرستانهای صدر الاشاره قرار دارد.

## مدارس
- مدرسه راهنمایی همت
- دبستان میلاد
- دبیرستان علی ابن ابیطالب
- دبیرستان شهید مدنی
- دبیرستان فرزانگان